# Liste der Stolpersteine in Staßfurt
Die Liste der Stolpersteine in Staßfurt enthält alle Stolpersteine, die im Rahmen des gleichnamigen Kunst-Projekts von Gunter Demnig in Staßfurt verlegt wurden. Mit ihnen soll Opfern des Nationalsozialismus gedacht werden, die in Staßfurt lebten und wirkten. Zwischen 2011 und 2015 wurden insgesamt 27 Steine an 17 Adressen verlegt.

## Verlegungen
- 14. Oktober 2011: Sechs Steine an drei Adressen
- 11. November 2011: Ein Stein an einer Adresse
- 25. April 2012: Fünf Steine an drei Adressen
- 26. März 2013: Sieben Steine an fünf Adressen
- 14. Juni 2013: Ein Stein an einer Adresse
- 26. März 2014: Drei Steine an drei Adressen
- 20. März 2015: Vier Steine an vier Adressen

## Liste der Stolpersteine
| Adresse                       | Datum der Verlegung | Person | Inschrift | Bild                                                    | Bild des Hauses                                   |
| ----------------------------- | ------------------- | --- | --- | ------------------------------------------------------- | ------------------------------------------------- |
| Ackerstraße 41 ·              | 26. März 2014       | Gustav Langstädtler (1902–1940) Gustav Langstädtler wurde in Staßfurt geboren. Er war gelernter Sattler und wurde 1923 Mitglied der KPD. Nach der Machtergreifung der Nationalsozialisten musste er sich als Kommunist regelmäßig bei der Polizei melden. Am 27. September 1939 wurde er bei solcher Gelegenheit in „Schutzhaft“ genommen. Er wurde zunächst im Gefängnis von Magdeburg inhaftiert und am 5. März 1940 ins KZ Sachsenhausen verlegt. Wenig später wurde er weiter ins KZ Dachau verbracht, wo er am 22. März 1940 ermordet wurde. | Hier wohnte GUSTAV LANGSTÄDTLER Jg. 1902 im Widerstand / KPD ‘Schutzhaft’ 1939 Gefängnis Magdeburg 1940 Sachsenhausen ermordet 22.3.1940 Dachau                      | Staßfurt Ackerstraße 41 Stolperstein Gustav Langstädler | Staßfurt Ackerstraße 41                           |
| An der Bode 1 ·               | 26. März 2014       | Richard Lohdau (1881–1937) Der aus Staßfurt stammende Richard Lohdau war seit 1928 Mitglied der KPD. Er wurde am 28. September 1933 verhaftet und war am 9. und 10. April einer von 19 Angeklagten im Staßfurter Hochverratsprozess. Wegen der Weitergabe von Beitragsmarken und Zeitschriften an Parteigenossen wurde er zu zwei Jahren Zuchthaus verurteilt. Er wurde am 5. Juni 1934 ins Gefängnis von Luckau eingewiesen und am 30. Juni 1935 wieder entlassen. Am 23. Februar 1937 starb er im Krankenhaus von Staßfurt an den Folgen seiner Haft. | Hier wohnte RICHARD LOHDAU Jg. 1881 im Widerstand / KPD verhaftet 28.9.1933 ‘Vorbereitung zum Hochverrat’ Zuchthaus Luckau tot an Haftfolgen 23.2.1937 Stassfurt     | Staßfurt An der Bode 1 Stolperstein Richard Lohdau      | Staßfurt An der Bode 1 Stolpersteinlage           |
| Athenslebener Weg 3 ·         | 26. März 2013       | Walter Rémi (1896–1939) Walter Rémi kam in Wien als einziges Kind des Hofmusikers Heinrich Rémi und dessen Ehefrau Berta zur Welt. 1902 konvertierte die Familie vom jüdischen zum evangelischen Glauben über. 1914 begann er ein Medizinstudium, wurde aber 1915 zum Kriegsdienst eingezogen. 1918 setzte er sein Studium fort, wechselte aber zur Chemie. 1922 erfolgte die Promotion. Im gleichen Jahr übersiedelte er nach Staßfurt, wo er 1930 Ilse geb. Solms heiratete. Da er nach den Nürnberger Rassegesetzen als Jude galt, musste er 1938 einen erheblichen Teil seines Vermögens abtreten. Im September 1939 erkrankte er an Brucellose und starb am 31. Dezember 1939. | Hier wohnte DR. WALTER RÉMI Jg. 1896 gedemütigt/entrechtet tot 31.12.1939                                                                                            | Staßfurt Athenslebener Weg 3 Stolperstein Walter Remi   | Staßfurt Athenslebener Weg 3                      |
| Athenslebener Weg 5 ·         | 25. Apr. 2012       | Hans Rieger (1871–1946) Hans Rieger wurde in Dresden geboren und arbeitete in Staßfurt als Arzt. Da er Jude war, musste er 1938 seine Praxis schließen. Im gleichen Jahr verlor er seine Wohnung. Es wurde bis Kriegsende von seiner nichtjüdischen Frau und dem gemeinsamen Sohn versorgt. 1945 nahm er notgedrungen seinen Beruf wieder auf, wurde aber bereits im Mai 1946 bettlägerig und verstarb im folgenden Monat. | Hier wohnte HANS RIEGER Jg. 1871 Berufsverbot 1938 Wohnung gekündigt 1939 überlebt                                                                                   | Staßfurt Athenslebener Weg 5 Stolperstein Hans Rieger   | Staßfurt Athenslebener Weg 5                      |
| Bischofstraße 15 ·            | 20. März 2015       | Edith Inge Schulz (1938–1941) Edith Schulz kam am 10. September 1938 in Staßfurt als Tochter von Albert und Marie Schulz geboren. Sie litt unter Hydrocephalie und war deswegen ab Mai 1940 mehrfach in Behandlung. Ende März 1941 kam sie zunächst wieder nach Hause, wurde aber bereits am 16. Juli schließlich in die Landesanstalt Görden eingewiesen. Bei ihrer Aufnahme wird lediglich eine Rückständigkeit ihrer motorischen Fähigkeiten diagnostiziert. Während ihres Aufenthalts in der Anstalt verschlechtert sich ihr Zustand allerdings rasch. Ende Juli erkrankte sie an Gastroenteritis, Anfang August zudem an Bronchitis. Am 18. August 1941 starb Edith Inge Schulz, offiziell an ihrer Erkrankung, vermutlich aber durch die Verabreichung einer Überdosis Phenobarbital. | Hier wohnte EDITH INGE SCHULZ Jg. 1938 eingewiesen 16.7.1941 Landesanstalt Görden ‘Kinderfachabteilung’ ermordet 18.8.1941                                           |                                                         |                                                   |
| Concordiastraße 13 ·          | 26. März 2014       | Manfred Albert Meyer (1938–1942) Manfred Albert Meyer wurde in Leopoldshall geboren und hatte eine geistige Behinderung. Am 26. Mai 1942 wurde er in die Heilanstalt Dösen in Leipzig mit der Diagnose „Idiotie“ eingeliefert. Dort starb er am 30. Juli 1942 im Alter von drei Jahren. Offizielle Todesursache war Bronchopneumonie, wahrscheinlich wurde er aber wie 550 weitere Kinder durch eine Überdosis Phenobarbital ermordet. | Hier wohnte MANFRED ALBERT MEYER Jg. 1938 ‘eingewiesen’ 26.5.1942 Kinderfachabteilung Leipzig-Dösen ermordet 30.7.1942                                               | Manfred Albert Meyer                                    | Concordiastraße 13 (Staßfurt)                     |
| Freytagstraße 3 ·             | 25. Apr. 2012       | Hermann Otto Hampel (1888–1935) Otto Hampel stammte aus Staßfurt und war gelernter Schlosser. Er war Mitglied der SPD und Stadtverordneter. 1921 wurde er Geschäftsführer der Gewerkschaft Deutscher Metallarbeiter-Verband (DMV). 1933 zog er zu seiner Tochter nach Hamburg. Er war beteiligt am Aufbau eines illegalen Informationsnetzes des DMV. Anfang 1935 wurde er verhaftet und im KZ Fuhlsbüttel interniert, wo er brutalen Verhören unterzogen wurde. Am 3. Mai 1935 nahm er sich in seiner Zelle das Leben. | Hier wohnte OTTO HAMPEL Jg. 1888 im Widerstand 1933 Hamburg verhaftet 21.2.1935 KZ Fuhlsbüttel in der Haft Flucht in den Tod 3.5.1935                                | Staßfurt Freytagstraße 3 Stolperstein Otto Hampel       | Staßfurt Freytagstraße 3 Eingang Stolpersteinlage |
| Hamsterstraße 12a ·           | 20. März 2015       | Wilhelm Heine (1904–1944) Wilhelm „Willy“ Heine stammte aus Staßfurt und arbeitete als Elektriker. 1927 wurde er Mitglied der KPD und engagierte sich als Redakteur verschiedener Zeitungen. Nach dem Verbot der KPD 1933 arbeitete er im Untergrund. Am 24. November 1933 wurde er verhaftet und nach Berlin-Moabit gebracht. Am 17. Mai 1934 wurde er wegen „Vorbereitung zum Hochverrat“ zu zweieinhalb Jahren Gefängnis verurteilt. Diese saß er in der Strafanstalt Luckau ab. Über die Jahre nach seiner Entlassung ist nichts näheres bekannt. Zu einem unbekannten Zeitpunkt wurde er in die Strafdivision 999 eingezogen. Am 3. November 1944 fiel er in Agino Selo bei Banja Luka. | Hier wohnte WILHELM HEINE Jg. 1904 im Widerstand/KPD ‘Schutzhaft’ 1933 ‘Vorbereitung zum Hochverrat’ verurteilt 17.5.1934 Strafdivision 999 tot 3.11.1944 Agino Selo | Staßfurt Hamsterstraße 12a Stolperstein Wilhelm Heine   | Staßfurt Hamsterstraße 12a                        |
| Hamsterstraße 26 ·            | 20. März 2015       | Sally Lewy (1882–1941) Sally Lewy wurde in Küstrin geboren und betrieb in Bernburg ein Geschäft für Wäsche, Stoffe und Damenmoden, später auch eine Fabrik. Lewy war Abgeordneter im Anhaltischen Landtag und diente im Ersten Weltkrieg als Offizier, wofür er mit dem Eisernen Kreuz I. und II. Klasse ausgezeichnet wurde. Er war verheiratet und hatte fünf Kinder. In Staßfurt eröffnete er eine Zweigstelle seines Geschäfts. Bereits kurz nach der Machtergreifung der Nationalsozialisten war er Repressalien ausgesetzt. Im April 1933 erschien eine Boykottliste, die auch sein Unternehmen aufführte. Die Adresse der Staßfurter Filiale diente Lewys Tochter Irmgard 1935/36 zeitweilig als Wohnung. 1937 wurde sie Teilhaberin des Unternehmens. Am 9. November 1938 wurde Sally Lewy zusammen mit allen anderen jüdischen Männern Bernburgs verhaftet und nach Dessau gebracht. Während die meisten anderen ins KZ Buchenwald deportiert wurden, wurde Lewy zurückgeschickt und am folgenden Tag ins Bernburger Gefängnis eingesperrt. Zeitgleich wurden seine Geschäfte in Bernburg und Staßfurt verwüstet und im Dezember 1938 „arisiert“. Sally Lewy blieb bis 1941 in Haft. Bereits kurz nach seiner Entlassung starb er am 21. März 1941 an einem Herzinfarkt. Von seiner Familie überlebte einzig sein Sohn Gerhard durch rechtzeitige Flucht über die Tschechoslowakei nach Palästina den Krieg. Für Sally Lewy wurde auch in Bernburg ein Stolperstein verlegt, siehe Liste der Stolpersteine in Bernburg (Saale). | Hier arbeitete SALLY LEWY Jg. 1882 ‘Schutzhaft’ 1938 Gefängnis Bernburg ermordet 21.3.1941                                                                           | Staßfurt Hamsterstraße 26 Stolperstein Sally Lewy       | Staßfurt Hamsterstraße 26 Stolpersteinlage        |
| Hohenerxlebener Straße 98 ·   | 11. Nov. 2011       | Ernst Israel (1895–1938) Ernst Israel stammte aus Leopoldshall und arbeitete als Optiker und Uhrmacher. Nach den Nürnberger Gesetzen galt er als Halbjude, musste aber bis 1938 nur vergleichsweise geringe Repressalien in Kauf nehmen. Anfang November 1938 musste er allerdings sein Geschäft aufgeben. Unmittelbar nach der Reichspogromnacht sollte er am 10. November 1938 verhaftet werden. Dem entzog er sich, indem er sich aus dem Fenster seiner Wohnung in den Tod stürzte. | Hier wohnte ERNST ISRAEL Jg. 1895 vor Verhaftung Flucht in den Tod 10.11.1938                                                                                        | Ernst Israel                                            |                                                   |
| Holzmarkt 9 ·                 | 20. März 2015       | Wilfried Münzel (1923–1940) Wilfried Münzel wurde 1923 in Leopoldshall als ältestes von vier Geschwistern geboren. Nach dem Umzug nach Staßfurt besuchte er dort die Pestalozzischule, die er mit 14 Jahren verließ. Da seine Mutter sich ab Juli 1938 in einer Heilanstalt aufhielt, lebte Wilfried Münzel zunächst in einem Waisenhaus. Ein ärztliches Gutachten bescheinigte ihm starke körperliche und geistige Defizite. Zur „Erziehung und Berufsausbildung“ wurde er am 25. November 1938 in die Heilanstalt Uchtspringe eingewiesen. Dort arbeitete er in einer Sattlerei und auf dem Friedhof. Am 9. August 1940 wurde er im Rahmen der „Aktion T4“ in die Tötungsanstalt Brandenburg verlegt und direkt nach seiner Ankunft vergast. | Hier wohnte WILFRIED MÜNZEL Jg. 1923 eingewiesen 25.11.1938 Heilanstalt Uchtspringe ‘verlegt’ 9.8.1940 Landes-Pflegeanstalt Brandenburg ermordet 9.8.1940 Aktion T4  | Wilfried Münzel                                         | abgerissen                                        |
| Parkstraße 8 ·                | 14. Juni 2013       | Hermann Kasten (1885–1933) Hermann Kasten stammte aus Unseburg und war gelernter Maler. 1903 wurde er Mitglied der SPD. Von 1923 bis 1933 war er Mitglied des preußischen Landtags. 1929 wurde er zusätzlich erster Bürgermeister von Staßfurt. Am Abend des 4. Februar 1933 wurde er vor seinem Haus von einem unbekannten Täter durch zwei Schüsse niedergestreckt. Trotz einer Notoperation erlag er Tags darauf seinen Verletzungen. Das Verfahren gegen einen Tatverdächtigen wurde bereits im Folgemonat eingestellt und der Fall 1939 endgültig zu den Akten gelegt. Der Mordfall wurde nie aufgeklärt. | Hier wohnte und wurde niedergeschossen am 4.2.1933 HERMANN KASTEN Jg. 1885 im Widerstand Bürgermeister Abgeordneter SPD im Preussischen Landtag tot 5.2.1933         | Hermann Kasten                                          | Parkstraße 8 (Staßfurt)                           |
| Prinzenberg 14 ·              | 26. März 2013       | Juda Hersch Korn (1896–?) Juda Hersch Korn stammte aus Lubaczów. 1930 heiratete er Taube Wolf. Spätestens seit 1934 lebte er mit ihr in Staßfurt. Im gleichen Jahr kam Tochter Sali zur Welt. Im Rahmen der „Polenaktion“ wurde die Familie Ende Oktober 1938 nach Polen abgeschoben. Da sie dort nicht bei Verwandten unterkommen konnten, verblieben sie zunächst in einem Lager in der Grenzstadt Bentschen. Im Sommer 1939 konnten sie nach Krakau übersiedeln. Das weitere Schicksal der Familie ist unbekannt. | Hier wohnte JUDA HERSCH KORN Jg. 1896 Polenaktion 1938 Bentschen 1940 Krakau ?                                                                                       | Staßfurt Prinzenberg 14 Stolperstein Juda Hersch Korn   | Staßfurt Prinzenberg 14                           |
| Prinzenberg 14 ·              | 26. März 2013       | Sali Korn (1934–?) Sali Korn kam in Magdeburg als Tochter von Juda und Taube Korn zur Welt. Im Rahmen der „Polenaktion“ wurde die Familie Ende Oktober 1938 nach Polen abgeschoben. Da sie dort nicht bei Verwandten unterkommen konnten, verblieben sie zunächst in einem Lager in der Grenzstadt Bentschen. Im Sommer 1939 konnten sie nach Krakau übersiedeln. Das weitere Schicksal der Familie ist unbekannt. | Hier wohnte SALI KORN Jg. 1934 Polenaktion 1938 Bentschen 1940 Krakau ?                                                                                              | Staßfurt Prinzenberg 14 Stolperstein Sali Korn          | Staßfurt Prinzenberg 14                           |
| Prinzenberg 14 ·              | 26. März 2013       | Taube Korn geb. Wolf (1897–?) Taube Korn geb. Wolf stammte aus Brzostek. Im Rahmen der „Polenaktion“ wurde sie mit ihrem Mann und ihrer Tochter Ende Oktober 1938 nach Polen abgeschoben. Da sie dort nicht bei Verwandten unterkommen konnten, verblieben sie zunächst in einem Lager in der Grenzstadt Bentschen. Im Sommer 1939 konnten sie nach Krakau übersiedeln. Das weitere Schicksal der Familie ist unbekannt. | Hier wohnte TAUBE KORN geb. Wolf Jg. 1897 Polenaktion 1938 Bentschen 1940 Krakau ?                                                                                   | Staßfurt Prinzenberg 14 Stolperstein Taube Korn         | Staßfurt Prinzenberg 14                           |
| Steinstraße 23 ·              | 26. März 2013       | David Bartfeld (1896–1942) David Bartfeld stammte aus Delatyn. Er wohnte zeitweise in Staßfurt, zog aber 1932 nach Nürnberg, wo er Edith geb. Landmann heiratete. 1933 kam Tochter Gerda zur Welt. 1934 wurde er als polnischer Staatsangehöriger aus Bayern ausgewiesen und kehrte zunächst nach Staßfurt zurück. Im Rahmen der „Polenaktion“ wurde er am 28. Oktober 1938 über die polnische Grenze getrieben. Im August 1939 kehrte er zu seiner Familie nach Nürnberg zurück, wurde aber bereits am 8. September verhaftet und am 10. Oktober in KZ Buchenwald verbracht. Im Zuge der Aktion 14f13 wurde er am 2. März 1942 in die Tötungsanstalt Bernburg verlegt und noch am selben Tag ermordet. | Hier wohnte DAVID BARTFELD Jg. 1896 Polenaktion 1938 Bentschen verhaftet 1939 Buchenwald ‘verlegt’ 2.3.1942 Bernburg ermordet 2.3.1942                               | David Bartfeld                                          | abgerissen                                        |
| Steinstraße (ehemals 26) ·    | 14. Okt. 2011       | Gustav Rosenberg (1872–1944) Gustav Rosenberg wurde in Karow geboren. In Staßfurt betrieb er mit seiner Frau Helene eine Schuhgeschäft, das sie aber spätestens 1938 aufgeben mussten. Nach der Reichspogromnacht wurde Gustav Rosenberg am 10. November 1938 verhaftet und später wieder freigelassen. Am 2. Dezember 1942 wurden er und seine Frau ins Ghetto Theresienstadt deportiert. Von dort gelangten sie am 17. Mai 1944 weiter nach Auschwitz, wo sie ermordet wurden. Das genaue Todesdatum ist nicht bekannt. | Hier wohnte GUSTAV ROSENBERG Jg. 1872 deportiert 1942 Theresienstadt ermordet 1944 in Auschwitz                                                                      | Gustav Rosenberg                                        | abgerissen                                        |
| Steinstraße (ehemals 26) ·    | 14. Okt. 2011       | Helene Rosenberg geb. Schleimer (1878–1944) Helene Rosenberg stammte aus Neustadt in Westpreußen. Am 2. Dezember 1942 wurden sie und ihr Mann ins Ghetto Theresienstadt deportiert. Von dort gelangten sie am 17. Mai 1944 weiter nach Auschwitz, wo sie ermordet wurden. Das genaue Todesdatum ist nicht bekannt. | Hier wohnte HELENE ROSENBERG geb. Schleimer Jg. 1878 deportiert 1942 Theresienstadt ermordet 1944 in Auschwitz                                                       | Helene Rosenberg                                        | abgerissen                                        |
| Steinstraße (ehemals 26) ·    | 26. März 2013       | Charlotte Schlums geb. Rosenberg (1902–1985) Charlotte Rosenberg kam 1902 in Kolberg als Tochter von Gustav und Helene Rosenberg zur Welt. Sie heiratete um 1931 und zog um 1933 nach Magdeburg. Über ihren Ehemann ist nichts bekannt, außer dass sein Nachname Schlums lautete und dass er vor 1947 starb. Sie überlebte den Krieg in Trier, wo ihr späterer zweiter Ehemann Walter Buch sie als seine „arische“ Schwester ausgab. Im Dezember 1953 emigrierte das Ehepaar in die Vereinigten Staaten, wo Charlotte Buch am 26. Februar 1985 starb. | Hier wohnte CHARLOTTE SCHLUMS geb. Rosenberg Jg. 1902 Umzug 1937 Trier versteckt/überlebt                                                                            | Charlotte Schlums                                       | abgerissen                                        |
| Steinstraße 36 (ehemals 20) · | 14. Okt. 2011       | Elsbeth Crohn geb. Schleimer (1884–1942) Elsbeth Crohn stammte aus Neustadt in Westpreußen. Sie war mit Max Crohn verheiratet und hatte mit ihm drei Kinder. In Staßfurt betrieb sie mit ihrem Mann zwei Textil- und Ausstattungsgeschäfte. Im April 1933 waren diese Geschäfte von einem durch die NSDAP initiierten Boykott betroffen, nach der Reichspogromnacht mussten sie verkauft werden. Im September 1940 übersiedelten die Crohns nach Berlin-Schöneberg. Am 28. März 1942 wurde das Ehepaar ins Ghetto Piaski deportiert, wo beide am 30. Juni 1942 ermordet wurden. | Hier wohnte ELSBETH CROHN geb. Schleimer Jg. 1884 deportiert 1942 Piaski ermordet                                                                                    | Elsbeth Crohn                                           |                                                   |
| Steinstraße 36 (ehemals 20) · | 14. Okt. 2011       | Max Crohn (1879–1942) Max Crohn wurde in Czarnikau geboren. In Staßfurt betrieb er mit seiner Frau zwei Textil- und Ausstattungsgeschäfte. Im April 1933 waren diese Geschäfte von einem durch die NSDAP initiierten Boykott betroffen. Nach der Reichspogromnacht wurde Max Crohn vorübergehend verhaftet und die Geschäfte mussten verkauft werden. Im September 1940 übersiedelten die Crohns nach Berlin-Schöneberg. Am 28. März 1942 wurde das Ehepaar ins Ghetto Piaski deportiert, wo beide am 30. Juni 1942 ermordet wurden. | Hier wohnte MAX CROHN Jg. 1879 deportiert 1942 Piaski ermordet | Max Crohn                                               |                                                   |
| Steinstraße 36 (ehemals 20) · | 25. Apr. 2012       | Siegbert Crohn (1918–2004) Siegbert Crohn war der Sohn von Max und Elsbeth Crohn. Er emigrierte 1938 nach Argentinien, wo er eine Familie gründete. 1946 übersiedelte die Familie in die Vereinigten Staaten, wo Siegbert Crohn 2004 starb. | Hier wohnte SIEGBERT CROHN Jg. 1918 Flucht 1938 Argentinien überlebt                                                                                                 | Siegbert Crohn                                          |                                                   |
| Steinstraße 36 (ehemals 20) · | 25. Apr. 2012       | Edit Jacks geb. Crohn (1909–2004/05) Edit Crohn war die Tochter von Max und Elsbeth Crohn. Sie war verheiratet mit Hermann Jacks und wanderte mit ihm im März 1939 in die Vereinigten Staaten aus. Dort starb sie im Alter von 95 Jahren. | Hier wohnte EDIT JACKS geb. Crohn Jg. 1909 Flucht 1939 USA überlebt                                                                                                  | Edit Jacks                                              |                                                   |
| Steinstraße 36 (ehemals 20) · | 25. Apr. 2012       | Wilfriede Neumann geb. Crohn (1915–1943) Wilfriede Crohn war die Tochter von Max und Elsbeth Crohn. Sie heiratete in Berlin Max Joseph Neumann. Am 4. Februar 1943 wurden sie und ihr Mann nach Auschwitz deportiert, wo Wilfriede Neumann am 1. März 1943 ermordet wurde. | Hier wohnte WILFRIEDE NEUMANN geb. Crohn Jg. 1915 deportiert 1943 Auschwitz ermordet 1.3.1943                                                                        | Wilfriede Neumann                                       |                                                   |
| Steinstraße 39 (ehemals 22) · | 14. Okt. 2011       | Elli Leontine Schönstädt geb. Rechnitz (1884–1949) Elli Schönstädt geb. Rechnitz stammte aus Halle (Saale). In Staßfurt heiratete sie Julius Schönstädt und hatte mit ihm einen Sohn und eine Tochter. Ihrem Sohn gelang die Emigration nach Palästine, der Tochter zog zu ihrem Ehemann nach Zürich. Im Februar 1939 entschloss sich das Ehepaar Schönstädt, Deutschland zu verlassen. Sie zogen zunächst zu ihrer Tochter nach Zürich. Von dort gelang ihnen am 27. April 1939 die Emigration nach Bolivien. Im Januar 1947 kehrten sie nach Zürich zurück. Dort starb Elli Schönstädt am 7. März 1949. | Hier wohnte ELLI LEONTINE SCHÖNSTÄDT geb. Rechnitz Jg. 1884 Flucht 1939 Bolivien überlebt                                                                            | Elli Leontine Schönstädt                                |                                                   |
| Steinstraße 39 (ehemals 22) · | 14. Okt. 2011       | Julius Schönstädt (1874–1947) Julius Schönstädt wurde in Luisenthal bei Arolsen geboren und gründete 1898 in Staßfurt ein Bekleidungsgeschäft. Während der Reichspogromnacht am 9./10. November 1938 wurde das Geschäft zerstört und Julius Schönstädt in „Schutzhaft“ genommen. Später wurde er gezwungen, das Grundstück mit seinem Geschäft und der Wohnung zu verkaufen. Im Februar 1939 entschloss sich das Ehepaar Schönstädt, Deutschland zu verlassen. Sie zogen zunächst zu ihrer Tochter nach Zürich. Von dort gelang ihnen am 27. April 1939 die Emigration nach Bolivien. Im Januar 1947 kehrten sie nach Zürich zurück. Dort starb Julius Schönstädt am 3. Oktober 1947. | Hier wohnte JULIUS SCHÖNSTÄDT Jg. 1874 Flucht 1939 Bolivien überlebt                                                                                                 | Julius Schönstädt                                       |                                                   |
| Steinstraße 39 (ehemals 22) · | 26. März 2013       | Ernst ten Bosch (1911–2000) Ernst Ten Bosch wurde in Bocholt als Sohn des Malers Abraham ten Bosch und dessen Frau Fanny geboren. 1932 zog er nach Düsseldorf, 1937 für kurze Zeit nach Schöppingen und noch im selben Jahr weiter nach Staßfurt, wo er als Verkäufer arbeitete. Während der Reichspogromnacht wurde er am 9./10. November 1938 verhaftet und am 11. November ins KZ Buchenwald verbracht. Am 22. Dezember 1938 wurde er entlassen. Mit seiner nichtjüdischen Ehefrau emigrierte er nach Palästina. Seine Frau kehrte aber bereits ein Jahr später nach Deutschland zurück. 1944 heiratete er erneut und wurde Vater von vier Kindern. Die Ehe wurde später geschieden und Ernst ten Bosch kehrte nach Deutschland zurück wo er von 1983 bis 2000 mit seiner dritten Ehefrau in Berlin lebte. Nach dem Tod seiner Frau zog er wieder zu seinen Kindern nach Israel, wo er noch im gleichen Jahr starb. Ernst ten Boschs Eltern und seine Schwester wurden 1942 im Ghetto Minsk ermordet. Für sie wurden Stolpersteine in Bremen verlegt (siehe Liste der Stolpersteine in Bremen). | Hier wohnte ERNST TEN BOSCH Jg. 1911 ‘Schutzhaft’ 1938 Buchenwald Flucht 1938 Palästina überlebt                                                                     | Ernst ten Bosch                                         |                                                   |